# Kang Guru
Der Kang Guru (oder Kangguru; eigentlich Kang Guru Nar Nar-Phu Annapurna) ist ein Berg im Himalaya im Norden von Nepal, etwa 120 km nordwestlich von Kathmandu.
Er gehört zum Gebirgszug des Peri Himal. Der Kang Guru liegt auf der Nordseite des Manang-Tals, gegenüber auf der anderen Talseite liegt die Annapurna II.
Die Erstbesteigung gelang am 2. Juli 1955 Heinz Steinmetz, Fritz Lobbichler und Jürgen Wellenkamp.
Der Berg galt als relativ sicher und wurde vor allem von französischen kommerziellen Expeditionen bestiegen. Jedoch kamen im Oktober 2005 18 von 22 Mitgliedern einer französischen Expedition bei einem Lawinenabgang infolge eines Wetterumschwungs ums Leben.

## Höhe
Die Angaben zur Höhe schwanken zwischen 6981 m und 7008 m, wovon die erstgenannte die offizielle Messung der Behörden Nepals darstellt.